# Carpatolechia alburnella
Carpatolechia alburnella — вид лускокрилих комах з родини виїмчастокрилих молей (Gelechiidae).

## Поширення
Вид поширений на більшій частині Європи (за винятком Ірландії та Балкан) на схід до Сибіру. Середовище існування складається з лісистих місцевостей і пустищ.

## Опис
Розмах крил 13-16 мм.

## Спосіб життя
Дорослі особини були зареєстровані на крилі з червня по серпень. Личинки живляться видами берези (Betula). Вони живуть між пряденими або складеними листками рослини-господаря. Вид зимує на стадії яйця.